# Cirolana cranchi
Cirolana cranchi es una especie de crustáceo isópodo marino de la familia Cirolanidae.

## Distribución geográfica
Se distribuye por el Atlántico nororiental y el Mediterráneo.